# Un po' come la vita
Un po' come la vita è un singolo della cantante italiana Patty Pravo e del cantautore italiano Briga, pubblicato l'8 febbraio 2019 come estratto dal trentunesimo album in studio di Pravo Red e dalla raccolta di Briga Il rumore dei sogni - Collection.

## Descrizione
Il brano nasce da un'idea di Marco Rettani che ha poi collaborato alle musiche e alla stesura definitiva con Diego Calvetti, Zibba e Briga..
Il brano è stato presentato in gara al 69º Festival di Sanremo, classificandosi al 21º posto.

## Video musicale
Il videoclip, diretto da Gaetano Morbioli, è stato pubblicato il 7 febbraio 2019 sul canale Believe. È una “lirica” che apre le porte al dibattito sempre sospeso che dalla notte dei tempi affascina l’uomo: il senso della vita e il suo significato.

## Tracce
1. Un po' come la vita – 3:24

## Classifiche
| Classifica (2019) | Posizione massima |
| ----------------- | ----------------- |
| Italia            | 61                |